# Tiny Pretty Things
Tiny Pretty Things is een Amerikaanse dramaserie die door Michael MacLennan werd ontwikkeld voor Netflix. De televisieserie is gebaseerd op de gelijknamige roman van Sona Charaipotra en Dhonielle Clayton en gaat over de donkere en soms ongezonde balletwereld. Het werd volledig uitgezonden op 14 december 2020.
De serie bestaat uit een seizoen van 10 afleveringen, die elk ongeveer een speelduur hebben van 54 tot 58 minuten.

## Verhaal
Het verhaal begint met de poging tot moord van een van de beste leerlingen van de "Archer School of Ballet", die vanaf het dak wordt geduwd door een mysterieuze persoon met een kap. Om haar te vervangen, wordt een meisje genaamd Neveah opgeroepen om zich bij de balletschool aan te sluiten. In de strijd voor een felbegeerde rol in het theater worden diverse geheimen binnen de balletschool blootgelegd.

## Afleveringen
- Afl. 1: Corps
- Afl. 2: Range of Motion
- Afl. 3: Class Act
- Afl. 4: Dance Dance Revolution
- Afl. 5: Split Sole
- Afl. 6: Joie de Vivre
- Afl. 7: Catch & Release
- Afl. 8: Relevé
- Afl. 9: It's Not the Waking, It's the Rising
- Afl. 10: Push Comes to Shove

## Rolverdeling
- Brennan Clost als Shane McRae
- Barton Cowperthwaite als Oren Lennox
- Bayardo De Murguia als Ramon Costa
- Damon J. Gillespie als Caleb Wick
- Kylie Jefferson als Neveah Stroyer
- Casimere Jollette als Bette Whitelaw
- Anna Maiche als Cassie Shore
- Daniela Norman als June Park
- Michael Hsu Rosen als Nabil Limyadi
- Tory Trowbridge als Delia Whitelaw
- Jess Salgueiro als Isabel Cruz Jess
- Lauren Holly als Monique DuBois